# Pira
Pira – gmina w Hiszpanii, w prowincji Tarragona, w Katalonii, o powierzchni 8,09 km². W 2011 roku gmina liczyła 501 mieszkańców.